# لورين براكو
لورين براكو (بالإنجليزية: Lorraine Bracco)‏ (ولدت في 2 أكتوبر 1954) ممثلة أمريكية اشتهرت عن دور الطبيبة النفسية «جنيفر ملفي» في المسلسل الشهير آل سوبرانو عام 1999.

## نشأتها
ولدت لورين براكو في 02 أكتوبر 1954 في بروكلين، مدينة نيويورك كان والدها من أصل إيطالي. ولدت أمها في انكلترا، لأصل فرنسي في عام 1974.

## مسيرتها المهنية
انتقلت براكو إلى فرنسا، حيث أصبحت عارضة أزياء لجان بول غوتييه مثلت فيلماً مشهوراً اسمه الأصدقاء الطيبون عام 1990 حيث قامت بدور شخصية ثانوية هي شخصية «كارين هيل» ولكن هذا الدور رشحّها لجائزة الأوسكار لأفضل ممثلة مساندة، التي تُعتبر أعلى جائزة في عالم التمثيل. بعد ذلك المرشحة للأوسكار عن دورها في الأصدقاء الطيبون – شخصية الدكتورة بشكل ممتاز.

## روابط خارجية
- لورين براكو على موقع IMDb (الإنجليزية)
- لورين براكو على موقع الموسوعة البريطانية (الإنجليزية)
- لورين براكو على موقع روتن توميتوز (الإنجليزية)
- لورين براكو على موقع ألو سيني (الفرنسية)
- لورين براكو على موقع أول موفي (الإنجليزية)
- لورين براكو على موقع قاعدة بيانات برودواي على الإنترنت (الإنجليزية)
- لورين براكو على موقع قاعدة بيانات الأفلام السويدية (السويدية)
- لورين براكو على موقع إن إن دي بي (الإنجليزية)
- لورين براكو على موقع قاعدة بيانات الفيلم (الإنجليزية)
- لورين براكو على موقع كينوبويسك (الروسية)
- Lorraine Bracco at the archive.org copy of the-sopranos.com
- New York Times interview
- Bracco Wines
- IgoUgo interview